# Tour de l’Eurométropole
Tour de l’Eurométropole – kolarski wyścig jednodniowy, rozgrywany w Belgii od 1924. Zaliczany jest do cyklu UCI Europe Tour, w którym posiada najwyższą kategorię 1.HC. Meta wyścigu znajduje się w Tournai, w Walonii.
Do roku 2015 Tour de l’Eurométropole składał się z kilku etapów, z których część odbywała się we Francji. Zmieniała się również nazwa wyścigu. W latach 1924–2010 był znany jako Circuit Franco-Belge, w 2011 jako Tour de Wallonie Picarde, a od 2012 nosi obecną nazwę.
Najlepszym rezultatem osiągniętym w wyścigu przez Polaka było 1. miejsce zajęte przez Edwarda Klabińskiego w 1957 roku.

## Lista zwycięzców
Opracowano na podstawie:
| Rok  | Pierwsze                          | Drugie                | Trzecie                        |          |
| ---- | --------------------------------- | --------------------- | ------------------------------ | -------- |
| 1924 | Julien Perrain                    | G. D'Haene            | Camille Van De Casteele        |          |
| 1925 | Julien Vervaecke                  | Gaston Rebry          | Aubert Winsingues              |          |
| 1926 | Julien Vervaecke                  | Maurice Declerck      | Louis Vanderaspialles          |          |
| 1927 | Maurice Denamur                   | Valentin Tondeur      | Henri Caron                    |          |
| 1928 | Alfons Ghesquière                 | Rémi Decroix          | Aubert Winsingues              |          |
| 1929 | Alfons Ghesquière                 | Félicien Vervaecke    | Jules Pyncket                  |          |
| 1930 | Henri Deudon                      | Jean Dhondt           | Jules Pyncket                  |          |
| 1931 | Maurice Van Hee                   | André Vanderdonckt    | Leon Delobelle                 |          |
| 1932 | Gustave Beckaert                  | Georges Waelkens      | Albert Beckaert                |          |
| 1933 | Raymond Debruyckere               | Albert Vandaele       | Gerard Desmet                  |          |
| 1934 | Cyriel Van Overberghe             | J. Descamps           | Julien Heernaert               |          |
| 1935 | Cyriel Van Overberghe             | Marcel Kint           | Robert Van Eenaeme             |          |
| 1936 | Maurice Deschamps                 | A. De Keukelaere      | Robert Van Eenaeme             |          |
| 1937 | Louis Van Daele                   | Roger Vandendriessche | De Maerck                      |          |
| 1938 | Hector Lanssens                   | Victor Codron         | Roger Lanssens                 |          |
| 1939 | Michel Hermie                     | Julien Stadsbaeder    | Bielewets                      |          |
| 1955 | Herman Decan                      | F. Castelyn           | Roger Soenens                  |          |
| 1956 | Georges Dequesne                  | Yves Delplanque       | Raymond Denutte                |          |
| 1957 | Edward Klabiński                  | Albert Pinoy          | Louis Bodart                   |          |
| 1958 | François De Waegheneire           | Daniel Andries        | Horst Tüller                   |          |
| 1959 | Georges Dequesne                  | Jean-Marie Poppe      |                                |          |
| 1960 | Willy Bocklant                    | André Durnez          | Antoon Diependaele             |          |
| 1961 | Laurent Christiaens               | Jean-Marie Poppe      | Willy Raes                     |          |
| 1962 | Roland Aper                       | Georges Dequesne      | René Couchez                   |          |
| 1963 | Jan Nolmans                       | Raymond Reaux         | Jan Boonen                     |          |
| 1964 | Robert Duponchel                  | Jan Nolmans           | Herman Van Loo                 |          |
| 1965 | Daniel Deprez                     | Robert Maytas         | Pierre Verberckmoes            |          |
| 1966 | Roman Chtiej                      | Yves Lepachelet       | Michel Prissette               |          |
| 1967 | Bernard Delaurier                 | Michel Quinchon       | Claude Neuts                   |          |
| 1968 | André Dierickx                    | Englebert Opdebeeck   | Eddy Cael                      |          |
| 1969 | Willy Van Mechelen                |                       |                                |          |
| 1970 | Ronny Vanmarcke Ronny De Bisschop |                       |                                |          |
| 1971 | Louis Dierckx                     | José Vanackere        | Theo Heremans Julien Knockaert |          |
| 1972 | Willy Govaerts                    | Roger De Beukelaer    | Johannes Hendrickx             |          |
| 1973 | Theo Dockx                        | Lieven Malfait        | Roger De Beukelaer             |          |
| 1974 | Serge Vandaele                    | Marc Steels           | Karel Sels                     |          |
| 1975 | David Wells                       | Etienne De Beule      | Pol Verschuere                 |          |
| 1976 | Gery Verlinden                    | Jimmy Kruunenberg     | Luc Capelle                    |          |
| 1977 | Johan Huyghe                      | Ronan Onghena         | Bernard Depuydt                |          |
| 1978 | Jean-Pierre Vrancken              | Dirk Vermeersch       | Michel Demeyre                 |          |
| 1979 | Jan Bogaert                       | Jan Wijnants          | Michel Demeyre                 |          |
| 1980 | Rudy Delehouzée                   | Ronald Van Avermaet   | Ivan Verhaegen                 |          |
| 1981 | Jozef Lieckens                    | Eric Staes            | René De Brucker                |          |
| 1982 | Rudy Dhaenens                     | Jos Haex              | Allan Peiper                   |          |
| 1983 | Benno Wiss                        | Daniel Heggli         | Martin Durant                  |          |
| 1984 | Benno Wiss                        | Jörg Müller           | Eddy Haelemeersch              |          |
| 1985 | Guido Winterberg                  | Søren Lilholt         | Detlef Macha                   |          |
| 1986 | Othmar Häfliger                   | Dan Radtke            | Jens Heppner                   |          |
| 1987 | Luc Govaerts                      | Huub de Vries         | Rudy De Vijlder                |          |
| 1988 | Nico Roose                        | Ronny Thomas          | Yves Cossemijns                |          |
| 1989 | Wiaczesław Jekimow                | Dmitrij Żdanow        | Daniël Van Steenbergen         |          |
| 1990 | Uwe Preißler                      | Stephen McGlede       | Johan Van Den Dries            |          |
| 1991 | John Hughes                       | Laurent Desbiens      | David Spears                   |          |
| 1992 | Erwin Thijs                       | Vladimir Muravskis    | Leif Tore Eriksen              |          |
| 1993 | Sven Teutenberg                   | Dainis Ozols          | Miika Hietanen                 |          |
| 1994 | Dainis Ozols                      | Arvis Piziks          | Steve Rover                    |          |
| 1995 | Romāns Vainšteins                 | Tadeusz Rizi          | Mychajło Chaliłow              |          |
| 1996 | Koos Moerenhout                   | Marc Streel           | Frank Høj                      |          |
| 1997 | Mario Aerts                       | Hans De Clercq        | Geert Van Bondt                |          |
| 1998 | Frank Høj                         | Koen Beeckman         | Grzegorz Gwiazdowski           |          |
| 1999 | Tayeb Braikia                     | Bert Roesems          | Andreas Klier                  |          |
| 2000 | Daniele Nardello                  | Thierry Marichal      | Sylvain Chavanel               |          |
| 2001 | Chris Peers                       | Jacky Durand          | Remco van der Ven              |          |
| 2002 | Robbie McEwen                     | Tom Boonen            | Christoph von Kleinsorgen      |          |
| 2003 | Gerben Löwik                      | Nico Mattan           | Dave Bruylandts                |          |
| 2004 | Jimmy Casper                      | Steven De Jongh       | Nico Mattan                    |          |
| 2005 | Marco Zanotti                     | Jimmy Casper          | Sébastien Hinault              |          |
| 2006 | Gert Steegmans                    | Danilo Hondo          | Olivier Kaisen                 |          |
| 2007 | Kevin Van Impe                    | Mark Cavendish        | Philippe Gilbert               |          |
| 2008 | Juan Antonio Flecha               | Sébastien Rosseler    | Jürgen Roelandts               |          |
| 2009 | Tyler Farrar                      | Tom Boonen            | Roger Hammond                  |          |
| 2010 | Adam Blythe                       | Sep Vanmarcke         | Jakob Fuglsang                 |          |
| 2011 | Robbie McEwen                     | Tom Veelers           | Christopher Sutton             |          |
| 2012 | Jürgen Roelandts                  | Juan Antonio Flecha   | Maarten Wynants                |          |
| 2013 | Jens Debusschere                  | John Degenkolb        | Tyler Farrar                   |          |
| 2014 | Arnaud Démare                     | Jens Debusschere      | Theo Bos                       |          |
| 2015 | Alexis Gougeard                   | Martijn Keizer        | Jürgen Roelandts               |          |
| 2016 | Dylan Groenewegen                 | Oliver Naesen         | Tom Boonen                     |          |
| 2017 | Daniel McLay                      | Kenny Dehaes          | Anthony Turgis                 |          |
| 2018 | Mads Pedersen                     | Jean-Pierre Drucker   | Oliver Naesen                  |          |
| 2019 | Piet Allegaert                    | Florian Sénéchal      | Jasper Stuyven                 |          |
| 2020 | odwołany                          | odwołany              | odwołany                       | odwołany |
| 2021 | Fabio Jakobsen                    | Jordi Meeus           | Mads Pedersen                  |          |
| 2022 | Alexander Kristoff                | Dries Van Gestel      | Victor Campenaerts             |          |
| 2023 | Arnaud De Lie                     | Rasmus Tiller         | Corbin Strong                  |          |
| 2024 | Biniam Girmay                     | Axel Zingle           | Marc Hirschi                   |          |